# Campeonato Sudamericano Sub-20 de Fútbol Playa de 2019
El Campeonato Sudamericano Sub-20 de Fútbol Playa de 2019 fue la segunda edición de este torneo y se disputó en el Estadio Mundialista Los Pynandi de la ciudad de Luque, Paraguay, entre el 8 y 15 de diciembre.

## Equipos participantes
| Equipos participantes | Equipos participantes | Equipos participantes |
| --------------------- | --------------------- | --------------------- |
| Brasil                | Argentina             | Bolivia               |
| Chile                 | Colombia              | Ecuador               |
| Paraguay              | Uruguay               | Perú                  |

- Debido a la fuerza mayor, Venezuela fue el único equipo que no participó.[2]

## Sede
| Estadio Mundialista Los Pynandi                   |
| 25°15′29.9″S 57°32′7.3″O / -25.258306, -57.535361 |
| Capacidad: 2.820                                  |

## Primera fase

### Grupo A
| Equipo   | Pts | PJ | PG | PG+ | PP | GF | GC | Dif |
| -------- | --- | -- | -- | --- | -- | -- | -- | --- |
| Paraguay | 6   | 3  | 2  | 0   | 1  | 21 | 12 | +9  |
| Perú     | 6   | 3  | 2  | 0   | 1  | 12 | 10 | +2  |
| Colombia | 5   | 3  | 1  | 1   | 1  | 13 | 11 | +2  |
| Bolivia  | 0   | 3  | 0  | 0   | 3  | 5  | 18 | -13 |

- Fuente: Conmebol

| 8 de diciembre de 2019, 20:00 | Colombia | 6:2     | Bolivia | Estadio Mundialista Los Pynandi, Luque |                         |
|                               |          | Reporte |         | Árbitro(s): José Cortéz                | Árbitro(s): José Cortéz |

| 8 de diciembre de 2019, 21:30                                        | Paraguay | 7:5 | Perú | Estadio Mundialista Los Pynandi, Luque |  |
|                                                                      |          |     |      | Árbitro(s): Pablo Cadenasso            |  |
| https://www.apf.org.py/n/paraguay-se-impone-a-peru-en-el-juego-debut |          |     |      |                                        |  |

| 10 de diciembre de 2019, 20:00 | Colombia | 2:5     | Perú | Estadio Mundialista Los Pynandi, Luque |                               |
|                                |          | Reporte |      | Árbitro(s): Mariano Defelippi          | Árbitro(s): Mariano Defelippi |

| 10 de diciembre de 2019, 21:30 | Paraguay | 10:2    | Bolivia | Estadio Mundialista Los Pynandi, Luque |                           |
|                                |          | Reporte |         | Árbitro(s): Lucas Estevão              | Árbitro(s): Lucas Estevão |

| 12 de diciembre de 2019, 20:00 | Bolivia | 1:2     | Perú | Estadio Mundialista Los Pynandi, Luque |                          |
|                                |         | Reporte |      | Árbitro(s): Brandon Amay               | Árbitro(s): Brandon Amay |

| 12 de diciembre de 2019, 21:30 | Paraguay | 4:5 (t. s.) | Colombia | Estadio Mundialista Los Pynandi, Luque |                         |
|                                |          | Reporte     |          | Árbitro(s): José Cortéz                | Árbitro(s): José Cortéz |

### Grupo B
| Equipo    | Pts | PJ | PG | PG+ | PP | GF | GC | Dif |
| --------- | --- | -- | -- | --- | -- | -- | -- | --- |
| Argentina | 12  | 4  | 4  | 0   | 0  | 18 | 10 | +8  |
| Brasil    | 9   | 4  | 3  | 0   | 1  | 21 | 12 | +9  |
| Ecuador   | 6   | 4  | 2  | 0   | 2  | 26 | 16 | +10 |
| Chile     | 3   | 4  | 1  | 0   | 3  | 18 | 26 | -8  |
| Uruguay   | 0   | 4  | 0  | 0   | 4  | 8  | 27 | -19 |

- Fuente: Conmebol

| 8 de diciembre de 2019, 17:00 | Argentina                                               | 5:4     | Chile                              | Estadio Mundialista Los Pynandi, Luque |             |
|                               | - Ponzetti 6', 8' - Maciel 18' - Bravo 26' - Gigena 36' | Reporte | - 3' Tobar - 17', 33', 36' Oyarzun | Árbitro(s):                            | Árbitro(s): |

| 8 de diciembre de 2019, 18:30 | Brasil                                             | 5:4     | Ecuador                                              | Estadio Mundialista Los Pynandi, Luque |                            |
|                               | - Betinho 8' - Miranda 23' - Alisson 32', 32', 36' | Reporte | - 3' Delgado - 8' Klinger - 30' Vinces - 33' Carrera | Árbitro(s): Silvio Coronel             | Árbitro(s): Silvio Coronel |

| 9 de diciembre de 2019, 18:30 | Ecuador                                                                                | 8:4     | Chile                                                 | Estadio Mundialista Los Pynandi, Luque |                         |
|                               | - Delgado 2' - Klinger 7', 13' - Vinces 9' - Macias 15' - Carrera 16' - Lucas 28', 29' | Reporte | - 8' Oyarzun - 23' Ponce - 17' Tobar - 33' San Martín | Árbitro(s): Jesús Reyes                | Árbitro(s): Jesús Reyes |

| 9 de diciembre de 2019, 20:00 | Brasil                                          | 4:0     | Uruguay | Estadio Mundialista Los Pynandi, Luque |                          |
|                               | - Alisson 21' - Orosso 23', 36' - Carlinhos 33' | Reporte |         | Árbitro(s): Ramón Blanco               | Árbitro(s): Ramón Blanco |

| 10 de diciembre de 2019, 17:00 | Argentina                                   | 4:2     | Ecuador                   | Estadio Mundialista Los Pynandi, Luque |                            |
|                                | - Pomar 7' - Gigena 24' - Ponzetti 24', 25' | Reporte | - 20' Lucas - 23' Klinger | Árbitro(s): Micke Palomino             | Árbitro(s): Micke Palomino |

| 10 de diciembre de 2019, 18:30 | Uruguay                               | 3:6     | Chile                                                   | Estadio Mundialista Los Pynandi, Luque |                            |
|                                | - Lozano 23' - Quinta 35' - Teliz 31' | Reporte | - 3', 8', 9' Tobar - 7' Ponce - 12' Núñez - 23' Garjado | Árbitro(s): Jorge Martínez             | Árbitro(s): Jorge Martínez |

| 11 de diciembre de 2019, 18:30 | Argentina                                                            | 5:2     | Uruguay                   | Estadio Mundialista Los Pynandi, Luque |                          |
|                                | - Blumberg 7' - Ponzetti 17' - Pomar 18' - González 20' - Maciel 33' | Reporte | - 12' Lozano - 33' Quinta | Árbitro(s): Ramón Blanco               | Árbitro(s): Ramón Blanco |

| 11 de diciembre de 2019, 20:00 | Brasil                                                                                                 | 10:4    | Chile                                                  | Estadio Mundialista Los Pynandi, Luque |                      |
|                                | - Thiago Dias 1' - Alisson 3', 23', 36' - Wesley 6' - Orosso 14' - Betinho 28', 28', 29' - Iguinho 31' | Reporte | - 28' Carvajal - 31' Oyarzun - 32' Garjado - 33' Tobar | Árbitro(s): Luis Coy                   | Árbitro(s): Luis Coy |

| 12 de diciembre de 2019, 17:00 | Uruguay                           | 3:12    | Ecuador | Estadio Mundialista Los Pynandi, Luque |                             |
|                                | - Roibal ?' - A. Rodríguez ?', ?' | Reporte | - ?', ?' Macías - ?', ?', ?', ?' Carrera - ?' Lucas - ?' Moreira - ?', ?' Delgado - ?' Klinger - ?' Farías | Árbitro(s): Marlon dos Reis            | Árbitro(s): Marlon dos Reis |

| 12 de diciembre de 2019, 18:30 | Brasil                         | 2:4     | Argentina                                                     | Estadio Mundialista Los Pynandi, Luque |                            |
|                                | - Thiago Dias 8' - Gabriel 20' | Reporte | - 14' Ponzetti - 20' Pomar - 27' Cipolletta - 33' A. González | Árbitro(s): Silvio Coronel             | Árbitro(s): Silvio Coronel |

## Fase final

### Cuadro de desarrollo
|  | Semifinales | Semifinales | Semifinales |           |        | Final        | Final        | Final        |  |
|  |             |             |             |           |        |              |              |              |  |
|  |             |             |             |           |        |              |              |              |  |
|  | Paraguay    | Paraguay    | 4           |           |        |              |              |              |  |
|  | Paraguay    | Paraguay    | 4           |           |        |              |              |              |  |
|  | Brasil      | Brasil      | 5           |           |        |              |              |              |  |
|  | Brasil      | Brasil      | 5           |           | Brasil | Brasil       | 3            |              |  |
|  |             |             |             |           | Brasil | Brasil       | 3            |              |  |
|  |             |             | Argentina   | Argentina | 5      |              |              |              |  |
|  | Argentina   | Argentina   | Argentina   | Argentina | 5      | 7            |              |              |  |
|  | Argentina   | Argentina   |             |           |        | 7            |              |              |  |
|  | Perú        | Perú        | 4           |           |        | Tercer lugar | Tercer lugar | Tercer lugar |  |
|  | Perú        | Perú        | 4           |           |        | Tercer lugar | Tercer lugar | Tercer lugar |  |
|  |             |             |             |           |        |              |              |              |  |
|  |             |             |             |           |        | Paraguay     | Paraguay     | 5            |  |
|  |             |             |             |           |        | Paraguay     | Paraguay     | 5            |  |
|  |             |             |             |           |        | Perú         | Perú         | 4            |  |
|  |             |             |             |           |        | Perú         | Perú         | 4            |  |
|  |             |             |             |           |        |              |              |              |  |

### Séptimo puesto
| 15 de diciembre de 2019, 08:00 | Bolivia                                                 | 5:7     | Chile                                                        | Estadio Mundialista Los Pynandi, Luque |                             |
|                                | - Beltrán ?' - Escobar ?' - Melgarejo ?', ?' - Giles ?' | Reporte | - ?', ?', ?', ?' Tobar - ?' Carvajal - ?' Beltrán - ?' Ponce | Árbitro(s): Gabriel Maidana            | Árbitro(s): Gabriel Maidana |

### Quinto puesto
| 15 de diciembre de 2019, 9:30 | Colombia    | 1:2     | Ecuador                 | Estadio Mundialista Los Pynandi, Luque |                          |
|                               | - Acosta ?' | Reporte | - ?' Farías - ?' Macías | Árbitro(s): José Mendoza               | Árbitro(s): José Mendoza |

### Semifinales
| 14 de diciembre de 2019, 18:00 | Argentina                                                            | 7:4     | Perú                            | Estadio Mundialista Los Pynandi, Luque |                          |
|                                | - Gigena - Pomar ?', ?' - Ponzetti - Cipolletta ?', ?' - A. González | Reporte | - Mori - ?', ?' Carpio - Sialer | Árbitro(s): Brandon Amay               | Árbitro(s): Brandon Amay |

| 14 de diciembre de 2019, 19:30 | Paraguay                                    | 4:5     | Brasil                                              | Estadio Mundialista Los Pynandi, Luque |                            |
|                                | - Candia - Medina - Echeverría - C. Benítez | Reporte | - ?', ?' Andrey - Carlinhos - Thiago Dias - Alisson | Árbitro(s): Jaimito Suárez             | Árbitro(s): Jaimito Suárez |

### Tercer puesto
| 15 de diciembre de 2019, 18:00 | Perú                                    | 4:5     | Paraguay                                        | Estadio Mundialista Los Pynandi, Luque |                           |
|                                | - Vasquez ?' - Puelles ?' - Mori ?', ?' | Reporte | - ?' Candia - ?', ?' C. Benítez - ?', ?' Medina | Árbitro(s): Lucas Estevão              | Árbitro(s): Lucas Estevão |

### Final
| 15 de diciembre de 2019, 20:00 | Argentina                                                               | 5:3     | Brasil                              | Estadio Mundialista Los Pynandi, Luque |                         |
|                                | - Cipolletta ?' - Blumberg ?' - Pomar ?' - Ponzetti ?' - A. González ?' | Reporte | - ?', ?' Carlinhos - ?' Thiago Dias | Árbitro(s): José Cortéz                | Árbitro(s): José Cortéz |

|                               |
| Bandera de Argentina          |
| Campeón Argentina 1.er Título |

## Tabla general
| Pos. | Equipo    | Pts | PJ | PG | PG+ | PP | GF | GC | Dif. | Rend. |
| ---- | --------- | --- | -- | -- | --- | -- | -- | -- | ---- | ----- |
| 1    | Argentina | 18  | 6  | 6  | 0   | 0  | 30 | 17 | +13  | 100%  |
| 2    | Brasil    | 12  | 6  | 4  | 0   | 2  | 29 | 21 | +8   | 66,6% |
| 3    | Paraguay  | 9   | 5  | 3  | 0   | 2  | 30 | 21 | +9   | 60%   |
| 4    | Perú      | 6   | 5  | 2  | 0   | 3  | 20 | 22 | -2   | 40%   |
| 5    | Ecuador   | 9   | 5  | 3  | 0   | 2  | 28 | 17 | +11  | 60%   |
| 6    | Colombia  | 5   | 4  | 1  | 1   | 2  | 14 | 13 | +1   | 41,6% |
| 7    | Chile     | 6   | 5  | 2  | 0   | 3  | 25 | 31 | -6   | 40%   |
| 8    | Bolivia   | 0   | 4  | 0  | 0   | 4  | 10 | 25 | -15  | 0%    |
| 9    | Uruguay   | 0   | 4  | 0  | 0   | 4  | 8  | 27 | -19  | 0%    |

### Clasificación final
| Posición | Equipo    | Resultado    |
| -------- | --------- | ------------ |
| 1        | Argentina | Campeón      |
| 2        | Brasil    | Subcampeón   |
| 3        | Paraguay  | Tercer lugar |
| 4        | Perú      |              |
| 5        | Ecuador   |              |
| 6        | Colombia  |              |
| 7        | Chile     |              |
| 8        | Bolivia   |              |
| 9        | Uruguay   |              |

## Premios
| Goleador            |
| ------------------- |
| Carlos Benítez      |
| 13 goles            |
| Mejor jugador       |
| Lucas Ponzetti      |
| Mejor portero       |
| Fede Devoto         |
| Premio juego limpio |
| Bolivia             |